# Зефельд-Кадольц
Зефельд-Кадольц (нем. Seefeld-Kadolz) — ярмарочная коммуна (нем. Marktgemeinde) в Австрии, в федеральной земле Нижняя Австрия. 
Входит в состав округа Холлабрунн.  Население составляет 958 человек (на 31 декабря 2005 года). Занимает площадь 21,87 км². Официальный код  —  31042.

## Политическая ситуация
Бургомистр коммуны — Георг Юнгмайер (СДПА) по результатам выборов 2005 года.
Совет представителей коммуны (нем. Gemeinderat) состоит из 19 мест.
- СДПА занимает 11 мест.
- АНП занимает 8 мест.